# Kamini
Kamini, pseudonimo di Kamini Zantoko (Marly-Gomont, 8 dicembre 1979), è un rapper francese di origine congolese.

## Discografia

### Album in studio
- 2007 - Psychostar World
- 2009 - Extra-Terrien
- 2020 - 3e Acte

### Singoli
- 2006 - Marly-Gomont
- 2007 - J'suis blanc
- 2007 - Psychostar Show
- 2007 - Un p'tit coup de Motherfuck
- 2009 - Parce qu'on est con
- 2011 - La Bagarre
- 2013 - Loca (El Kaminio)
- 2013 - Renaissance
- 2016 - Le Bonheur
- 2016 - Halloween
- 2018 - Eul'vraie France
- 2019 - J'avais envie de le dire
- 2020 - Saque din
- 2021 - Si